# Zhang Ling
Zhang Ling (Shanghai, 27 februari 1997) is een Chinees roeister.
Zhang nam tweemaal deel aan de Olympische Spelen en won in Tokio de olympische gouden medaille in de dubbel-vier. In 2019 was zij ook al wereldkampioene geworden in de dubbel-vier.

## Resultaten

### Olympische Zomerspelen
| Jaar | Plaats         | Resultaten           |
| ---- | -------------- | -------------------- |
| 2016 | Rio de Janeiro | 6e in de dubbel-vier |
| 2021 | Tokio          | in de dubbel-vier    |

### Wereldkampioenschappen roeien
| Jaar | Plaats     | Resultaten           |
| ---- | ---------- | -------------------- |
| 2017 | Sarasota   | 7e in de dubbel-vier |
| 2018 | Plovdiv    | 4e in de dubbel-vier |
| 2019 | Ottensheim | in de dubbel-vier    |
| 2022 | Račice     | in de dubbel-vier    |
| 2023 | Belgrado   | in de dubbel-vier    |

1988: Kerstin Förster & Kristina Mundt & Beate Schramm & Jana Sorgers ·
1992: Sybille Schmidt  &  Birgit Peter  & Kerstin Müller & Kristina Mundt·
1996: Katrin Rutschow & Jana Sorgers & Kerstin Köppen & Kathrin Boron·
2000: Manja Kowalski & Meike Evers & Manuela Lutze  & Kerstin Kowalski ·
2004: Kathrin Boron & Meike Evers & Manuela Lutze & Kerstin Kowalski ·
2008: Tang Bin & Xi Aihua & Jin Ziwei & Zhang Yangyang ·
2012: Kateryna Tarasenko & Natalija Dovhodko & Anastasija Kozjenkova & Jana Dementjeva·
2016: Annekatrin Thiele, Carina Bär, Julia Lier, Lisa Schmidla ·
2020: Chen Yunxia & Zhang Ling & Lü Yang & Cui Xiaotong ·
2024: Lauren Henry & Hannah Scott & Lola Anderson & Georgina Brayshaw